# ランディ (小惑星)
ランディ (3163 Randi) は近日点が火星の軌道より内側にある小惑星である。パロマー天文台のチャールズ・トーマス・コワルによって発見された。
カナダの奇術師、疑似科学批判家、ジェームズ・ランディに因んで命名された。